# サマー・フォーク・フェスティバル
『サマー・フォーク・フェスティバル』は、1966年7月3日から同年10月2日まで日本テレビ系列局で放送されていた日本テレビ製作の音楽番組である。全7回。放送時間は毎週日曜 19:30 - 20:00 （日本標準時）、最終回のみ19:00 - 19:30に放送された。

## サブタイトル
1. マイク眞木と歌おう
2. 舟木一夫と歌おう
3. 西郷輝彦と歌おう
4. マイク眞木と歌おう（その2）
5. マイク眞木と歌おう（その3）
6. マイク眞木と歌おう（その4）
7. マイク眞木と歌おう（その5）

参考：『朝日新聞縮刷版』朝日新聞社、1966年7月3日 - 1966年10月3日付のラジオ・テレビ欄。
| 日本テレビ系列 日曜19:30枠                                             | 日本テレビ系列 日曜19:30枠                                        | 日本テレビ系列 日曜19:30枠                                                                                |
| 前番組                                                                 | 番組名                                                            | 次番組 |
| ---------------------------------------------------------------------- | ----------------------------------------------------------------- | --- |
| 名探偵明智小五郎シリーズ 怪人四十面相 （1966年4月3日 - 1966年6月26日） | サマー・フォーク・フェスティバル （1966年7月3日 - 1966年9月18日） | 大爆笑 （1966年10月2日 - 1967年1月1日） 【日曜19:00枠から移動】                                           |
| 日本テレビ系列 日曜19:00枠                                             |                                                                   | |
| 大爆笑 （1966年7月10日 - 1966年9月18日） 【日曜19:30枠へ移動】         | サマー・フォーク・フェスティバル （1966年10月2日）                | プラチナアワー 明星ゴールデンショー ↓ プラチナゴールデンショー（第1期） （1966年10月9日 - 1968年3月31日） |

| スタブアイコン | サブスタブ | この項目は、まだ閲覧者の調べものの参照としては役立たない、テレビ番組に関連した書きかけの項目です。この項目を加筆・訂正などしてくださる協力者を求めています（P:テレビ/PJ:放送または配信の番組）。 |